# Nikola Špirić
Nikola Špirić (srp. Никола Шпирић; Drvar, 4. rujna 1956.), srpski bosanskohercegovački ekonomist i političar, trenutni ministar financija i zamjenik predsjedatelja Vijeća ministara BiH od siječnja 2012. Bio je predsjednik Vijeća ministara BiH od siječnja 2007. do siječnja 2012.

## Mladost
Nikola Špirić rođen je u Drvaru, gdje je završio osnovnu školu 1970. Nakon toga pohađao je srednju elektrotehničku školu u Sarajevu gdje je maturirao 1975. Potom se upisao na Ekonomski fakultet Sveučilišta u Sarajevu, gdje je diplomirao 1979. Iduće godine počeo je raditi kao asistent istraživač na Ekonomskom institutu u Sarajevu. Dvije godine kasnije, 1982., magistrirao je na sarajevskom Ekonomskom fakultetu. Prestao je raditi na Ekonomskom institutu početkom rata u Bosni i Hercegovini 1992, te je počeo raditi kao profesor na Ekonomskom fakultetu Sveučilišta u Banjoj Luci gdje je predavao monetarne i javne financije.

## Političko djelovanje
Špirić se politikom počeo baviti 1993., kada se učlanio u Srpsku radikalnu stranku, gdje je bio predsjednik Izvršnog odbora. Nakon rata je osnovao Demokratsku stranku za Banju Luku i Krajinu 1997., međutim, na općim izborima 1998. nastupio je kao kandidat Srpske demokratske stranke (SDS). Na tim izborima izabran je za zastupnika u Zastupničkom domu PS BiH. U lipnju 2000. imenovan je zamjenikom ministra za ljudska prava i izbjeglice BiH u Vijeću ministara čiji je predsjedatelj bio Spasoje Tuševljak. Tu dužnost nastavio je vršiti i nakon što je Martin Raguž iz HDZ-a BiH imenovan predsjedateljem u listopadu 2000.
Krajem godine izabran je za izaslanika u Dom naroda PS BiH kao član Partije demokratskog progresa. Na konstituiranju Doma naroda, 20. ožujka 2001., izabran je za člana Kolegija Doma naroda PS BiH, odnosno drugog zamjenika predsjedatelja, zajedno s Hrvatom Ilijom Šimićem i Bošnjakom Sejfudinom Tokićem. Sukladno na čelu rotacije, nosio je i dužnost predsjedatelja tog doma u razdoblju od 20. srpnja 2002. do 20. siječnja 2003.
Dok je bio izaslanik u Domu naroda, Špirić se učlanio u Savez nazavisnih socijaldemokrata, te se, kao njegov kandidat, natjecao na općim izborima 2002. S 29 983 glasova uspio je dobiti zastupničko mjesto u Zastupničkom domu PS BiH. Za člana Kolegija Zastupničkog doma PS BiH izabran je 22. travnja 2003. kao prvi zamjenik predsjedatelja, a na tom mjestu zamijenio je SDS-ovog Borislava Paravca, koji je izabran kao novi član Predsjedništva BiH na mjesto Mirka Šarovića, nakon što je ovaj dao ostavku. Špirić je, u skladu s načelom rotacije, bio predsjedavatelj Zastupničkog doma PS BiH u razdoblju od 31. listopada 2003. do 31. svibnja 2004.; te od 31. listopada 2005. do 31. svibnja 2006.

## Predsjedatelj Vijeća ministara
Na općim izborima 2006. ponovno je izabran za zastupnika u Zastupničkom domu PS BiH. Međutim, Predsjedništvo ga je 4. siječnja 2007. imenovalo mandatarom za sastav Vijeća ministara. Špirić je konačno obrazovao novi saziv Vijeća ministara 11. siječnja 2007., kada je preuzeo dužnost predsjedatelja. U listopadu 2007., visoki predstavnik Miroslav Lajčák nametnuo Zakon o izmjenama i dopunama Zakona o Vijeću ministara. Lajčák je nametnuo rješenje prema kojemu je za kvorum potrebna većina nazočnih ministara, te da je za donošenje odluka potrebna suglasnost većine nazočnih, bez obzira na entitetsku zastupljenost. Time je Lajčák doprinio centralizaciji BiH, dovodeći državu do političke krize. Milorad Dodik, predsjednik SNSD-a, reagirao je da će zbog takvog ponašanja Lajčáka povući srpske dužnosnike iz vlasti na saveznoj razini, kako bi onemogućio provođenje njegove odluke. Zbog takve situacije, Špirić je u znak prosvijeda protiv intervencionističke uloge međunarodne zajednice 1. studenog 2007. podnio ostavku, dovodeći u pitanje opstojnost Vijeća ministara. Istovremeno je osudio političare koji bezuvjetno surađuju s međunarodnom zajednicom, čime su dopustili da državom upravljaju stranci. Predsjedništvo je prihvatilo njegovu ostavku 12. studenog 2007.
Međutim, idući mjesec, 27. prosinca 2007., Predsjedništvo je ponovno imenovalo Špirića mandatarom za sastav Vijeća ministara. Odluci se protivio Željko Komšić, hrvatski član Predsjedništva. Idući dan, u Zastupničkom domu PS BiH potvrđen je novi saziv Vijeća ministara, koji je imao isti sastav kao i prethodni saziv iz siječnja 2007.